# Celle sul Rigo
Celle sul Rigo ist ein Ortsteil (Fraktion, italienisch frazione) von San Casciano dei Bagni in der Provinz Siena, Region Toskana in Italien.

## Geografie
Der Ort liegt ca. 5 km westlich des Hauptortes San Casciano dei Bagni, ca. 65 km südöstlich der Provinzhauptstadt Siena und ca. 110 km südöstlich der Regionalhauptstadt Florenz. Italiens Hauptstadt Rom liegt ca. 120 km südöstlich. Der Ort liegt auf einer Anhöhe östlich über dem Torrente Rigo, einem Zufluss des Paglia, bei 598 m und hatte 2001 ca. 370 Einwohner. 2017 waren es 353 Einwohner. Ponte a Rigo (ebenfalls Ortsteil von San Casciano dei Bagni) liegt ca. 5 km südwestlich am Zusammenfluss von Rigo und Paglia, die Gemeinde Radicofani liegt ca. 5 km nordwestlich.

## Geschichte
Der Ort gehörte nach dem Jahr 1000 zunächst zum Einflussbereich von Orvieto und kam dann zu den Besitztümern der Visconti di Campiglia, ging aber in der zweiten Hälfte des 14. Jahrhunderts an die Salimbeni aus Siena über. Am Ende des 14. Jahrhunderts stand die Familie der Salimbeni mehrfach im Konflikt mit Siena und wurde im Februar 1380 von Spinetta Malaspina (Marchese di Villafranca, Podestà di Siena) aus dem Ort entfernt. Allerdings kehrte nach einem Aufstand der örtlichen Bevölkerung Cione Salimbeni am 23. März 1384 zurück und erhielt von Siena die Erlaubnis, Stadtmauer und Festung wieder aufzubauen. 1404 unterwarf sich Cocco Salimbeni (Niccolò di Cione di Sandro), der Sohn von Cione, der Republik Siena, wobei er in den Friedensverhandlungen mit Siena eine Steuerautonomie auf eigenem Gebiet und einen Straferlass für einige Familienmitglieder erreichte. Der Frieden dauerte allerdings nur bis 1418. Am 25. Januar wurde Cocco Salimbeni in der Festung von Rocca d’Orcia festgesetzt. In den Verhandlungen vom 22. Februar musste er für seine Freiheit alle Besitztümer der Republik Siena überlassen, darunter auch Celle. Vom 14. März an gehörte Celle sul Rigo zur Republik Siena und gehörte zum Podestà di San Casciano. Selbst nach der Niederlage der Republik Siena gegen Florenz 1555 gehörte der Ort vier weitere Jahre zur Seneser Regierung (Repubblica di Siena riparata in Montalcino), die sich im Exil in Montalcino befand. Erst am 5. August 1559, nach dem Frieden von Cateau-Cambrésis, kam der Ort zum Großherzogtum Toskana. Von 1851 bis 1855 lebte Giosuè Carducci im Ort, als sein Vater im Ort als Arzt arbeitete.

## Sehenswürdigkeiten

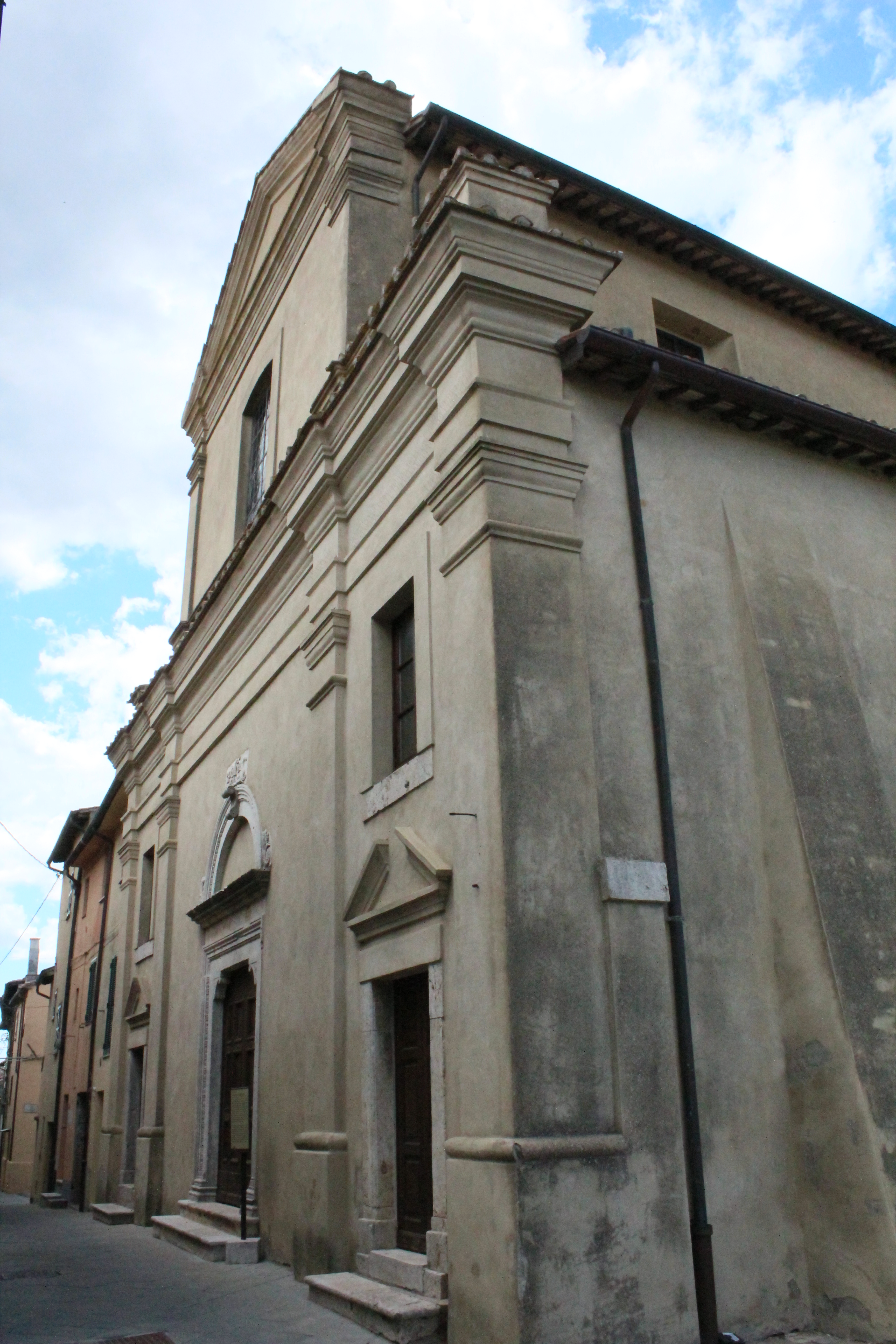
Die Kirche/Pieve San Paolo Converso im Ortskern von Celle sul Rigo

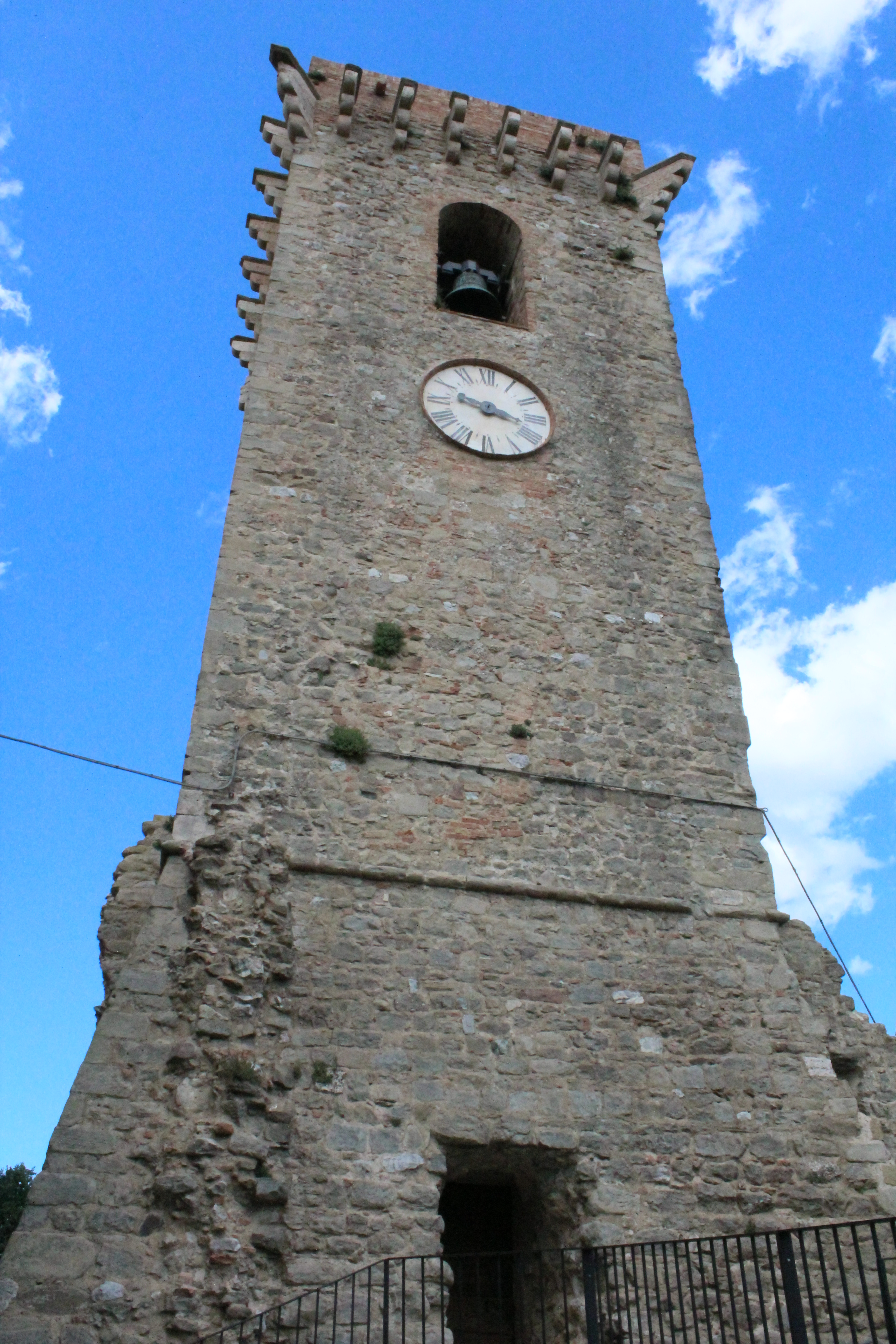
Der Uhrturm Torre dell’Orologio im Ortskern von Celle sul Rigo

- Chiesa di San Paolo Converso, Kirche (Pieve) im romanischen Stil im Ortskern, die erstmals 1275 dokumentiert wurde. Das Eingangsportal aus Travertin entstand im 14. Jahrhundert und stammt aus der ehemaligen Kirche der Sant’Elisabetta. Aus dieser stammt auch das Weihwasserbecken aus dem 15. Jahrhundert und ein Altarretabel aus Travertin (1528 datiert), das sich hinter dem Hauptaltar befindet. Aus der 1697 zerstörten Kirche Chiesa del Corpus Domini stammt das bemalte Holzwerk Crocifisso aus dem 16. Jahrhundert (zweiter Altar rechts).[8]
- Chiesa di San Giovanni Battista, Kirche im Ortskern mit Glockengiebel, enthält die Statue Madonna addolorata auf einem Stuckaltar aus dem 18. Jahrhundert.[8]
- Chiesa di Sant’Elisabetta, Kirchenruine im Ortskern, die sich nahe dem Torre dell’Orologio befand. War im romanischen Stil gebaut[8] und wurde bei dem Erdbeben 1933 erheblich beschädigt. Die letzten Ruinen zerfielen 1992.[6]
- Cappella della Madonna delle Grazie, Kapelle außerhalb des Ortskerns mit Steinfassade, besitzt Reste eines Freskos (Madonna col Bambino) aus dem 16. oder 17. Jahrhundert.[8]
- Torre dell’Orologio, Uhrturm im Ortsteil Celle sul Rigo. War Teil der Befestigungsanlage Castello Cellese, die im 11. Jahrhundert entstand.[6]

## Veranstaltungen
- Seit 1970 findet am letzten Sonntag im Mai die Sagra dei Pici statt. Bei der Sagra werden handgemachte Pici verzehrt.[6] Die Veranstaltung erhielt 2013 den Premio Touring des Touring Club Italiano.[10]

## Verkehr
- Das X. Teilstück (Nr. 71) der Via Francigena führt von Ponte a Rigo über Celle sul Rigo nach Radicofani. Die historische Via Cassia führte ebenfalls über Celle sul Rigo.[6]